# Rainha dos Raios
Rainha dos Raios é o segundo álbum da cantora brasileira Alice Caymmi, lançado em 9 de setembro de 2014. É o primeiro lançamento da cantora pela Joia Moderna e com o produtor Diogo Strausz.

## Produção
Enquanto o álbum anterior, Alice Caymmi, consistia de músicas autorais e dois covers; Rainha dos Raios traz majoritariamente regravações e duas faixas originais. Alice atribuiu isso a uma mudança pela qual passou, e afirmou também que já nem apresenta mais as faixas do primeiro álbum em shows. Segundo ela:
| “ | É meu disco e, sem tirar onda, eu o ouço muito, porque ele diz bastante sobre minha vida. Fiz esse álbum pensando no que eu paro para ouvir, nas coisas que eu gosto de ouvir e do jeito que eu gosto de ouvir. Parece que fiz o disco para mim. Fico rindo, brincando e lembrando de vários momentos. | ” |

Em outra entrevista, ela o definiu da seguinte forma:
| “ | A rebeldia, o punk e o rock já fazem isso, não tem nenhuma novidade, mas há o contexto do Brasil. O meu grande desafio é criar uma estética artística forte em um país difícil de interpretar. Um país com história negra e indígena, um país colonizado, sofrido. Ser artista no Brasil é quase ser um antropólogo. | ” |

Sobre fazer tantos covers, ela explicou: "não gosto de escrever o que quero dizer, gosto de usar as palavras de outras pessoas. [...] Gosto de cantar situações que nunca vi acontecer. É uma forma de viver outras coisas."
O álbum deu origem à primeira turnê brasileira da cantora, pré-estreada em Salvador, Bahia.

## Informações das faixas
As faixas "Como Vês" e "Meu Mundo Caiu" figuraram na trilha sonora da minissérie Felizes para Sempre?, da Rede Globo. "Meu Recado", uma das duas autorais, foi escrita em parceria com Michael Sullivan a quem Alice credita "80% da minha vida musical".
"Sou Rebelde" é uma regravação de "Soy Rebelde", hit de 1971 da cantora Jeanette, e que foi sucesso nacional em 1978 na voz de Lilian, com letra em português feita por Paulo Coelho). "Princesa", outra regravação, foi lançada originalmente pelo funkeiro MC Marcinho. Sobre a faixa, Alice disse: "É muito delicioso você nascer numa família importante pra caralho dentro da música e gravar um MC Marcinho só de sacanagem. Isso foi a coisa mais deliciosa que pude fazer na vida". Em outra entrevista, ela disse ainda: "Eu tenho esse lado meio rebelde sem causa, sabe? É meio birra, uma coisa meio imatura, mas que, em um ambiente artístico, faz sentido. Por isso eu cantei essa música, que é uma grande besteira, mas que tem a ver com essa coisa adolescente, ridículo e risível, e que ao mesmo tempo me salvou."
A faixa "Iansã" foi composta pelos brasileiros Gilberto Gil e Caetano Veloso e refere-se à divindade de mesmo nome. Sobre sua figura, Alice disse: "Os deuses do candomblé têm toda uma mitologia própria que diz respeito a coisas fundamentais da gente, e Iansã é o ir de um polo a outro, o que eu acho que é a grande questão hoje em dia. É a transição rápida demais da euforia para a depressão, do tempo bom para o tempo ruim. O meio-termo está longe de nós. E ela faz isso. Além do poder de ruptura desse orixá, além de ser uma mulher guerreira absolutamente poderosa, bélica e feminina, ela tem poder sobre esses dois polos. Ela é a rainha desse equilíbrio."

## Faixas
| N.º            | Título                      | Compositor(es)                                       | Duração |  |
| 1.             | "Como Vês"                  | Bruno Di Lulo Domenico Lancellotti                   | 4:37    |  |
| 2.             | "Homem"                     | Caetano Veloso                                       | 4:02    |  |
| 3.             | "Meu Recado"                | Alice Caymmi Michael Sullivan                        | 3:57    |  |
| 4.             | "Princesa"                  | MC Marcinho                                          | 3:49    |  |
| 5.             | "Meu Mundo Caiu"            | Maysa                                                | 3:24    |  |
| 6.             | "Antes de Tudo"             | Caymmi                                               | 2:49    |  |
| 7.             | "Sou Rebelde (Soy Rebelde)" | Manuel Alejandro Ana Magdalena Paulo Coelho (versão) | 2:52    |  |
| 8.             | "Iansã"                     | Gilberto Gil Veloso                                  | 3:29    |  |
| 9.             | "Jasper"                    | Veloso Arto Lindsay Peter Scherer                    | 4:12    |  |
| Duração total: | Duração total:              | Duração total:                                       | 30:11   |  |

## Recepção
| Críticas profissionais | Críticas profissionais |
| Avaliações da crítica  | Avaliações da crítica  |
| Fonte                  | Avaliação              |
| ---------------------- | ---------------------- |
| Miojo Indie            | 9/10                   |
| Na Mira do Groove      | 6/10                   |
| O Globo                | ótimo                  |

O álbum recebeu críticas mistas a positivas da crítica.
Cleber Facchi, do Miojo Indie, disse que o álbum "está longe de ser resumido como um simples 'disco de versões'", e que o produtor Diogo Strausz "brinca não apenas com a base experimental de cada canção, mas com a essência da própria cantora", concluindo que "Rainha dos Raios é o disco em que Caymmi seguramente derruba os próprios bloqueios, revelando um caminho que mesmo inconstante, se mantém limpo e convidativo ao visitante."
Tiago Ferreira, do De Olho no Groove, deu nota 6/10 ao álbum, afirmando que o próximo será melhor e concluindo: "contrariando os rumos que um membro Caymmi seguiria, Alice Caymmi tem na subversão, a despeito de qualquer técnica, seu maior trunfo musical. O escopo que ela oferece em Rainha dos Raios foge dos enfadonhos exemplos de intérpretes que jorram como água de chuva ácida na música brasileira."
Carlos Albuquerque, d'O Globo, comparou os cabelos de Alice na capa aos cabelos de PJ Harvey em Rid of Me. Disse também que Alice aparece mais segura e original em Rainha dos Raios, comentando: "De mãos dadas com o músico e produtor Diogo Strausz, Alice faz a travessia entre um trabalho e outro — e no processo, tudo o que havia de desviante foi descartado, e o que havia de promissor foi concretizado."
Foi eleito o terceiro melhor disco nacional de 2014 pela Rolling Stone Brasil e indicado ao 26º Prêmio da Música Brasileira, na categoria "Melhor Álbum de Pop/Rock/Reggae/Hiphop/Funk", levando Alice a ser indicada também na categoria "Melhor Cantora de Pop/Rock/Reggae/Hiphop/Funk". Em 2019, Mauro Ferreira o elegeu um dos 10 álbuns fundamentais dos anos 2010.